# Analiza sektorowa
Analiza sektorowa (analiza sektora, analiza otoczenia konkurencyjnego) – służy identyfikacji oraz ocenie głównych czynników wpływających na atrakcyjność prowadzenia działalności w danym sektorze. Stanowi część analizy strategicznej. Jest również wykorzystywana w analizie fundamentalnej.
Celem analizy sektorowej jest ustalenie, jaka jest atrakcyjność sektora dla istniejących przedsiębiorstw oraz potencjalnie nowych graczy. Dzięki temu możliwa jest ocena sektorów pod kątem perspektyw rozwojowych, a także identyfikacja sektorów, które w przyszłości mogłyby stanowić atrakcyjne pole dla działalności przedsiębiorstwa.
W analizie sektorowej wykorzystuje się m.in. następujące metody i techniki:
- analiza pięciu sił Portera,
- analiza grup strategicznych w sektorze,
- punktowa ocena atrakcyjności sektora,
- profil ekonomiczny sektora,
- ocena cyklu życia sektora.